# Tadeus Reichstein
Tadeus Reichstein, švicarski kemik poljskega rodu, * 20. julij 1897, Włocławek, Poljska, † 1. avgust 1996, Basel, Švica.
Znanstveno se je ukvarjal s hormoni nadledvične žleze in razvil postopek izolacije kortizona, za kar je skupaj s Kendallom in Henchem leta 1950 prejel Nobelovo nagrado za fiziologijo ali medicino. Razvil je tudi postopek sinteze vitamina C iz D-glukoze.